# Jake Herbert

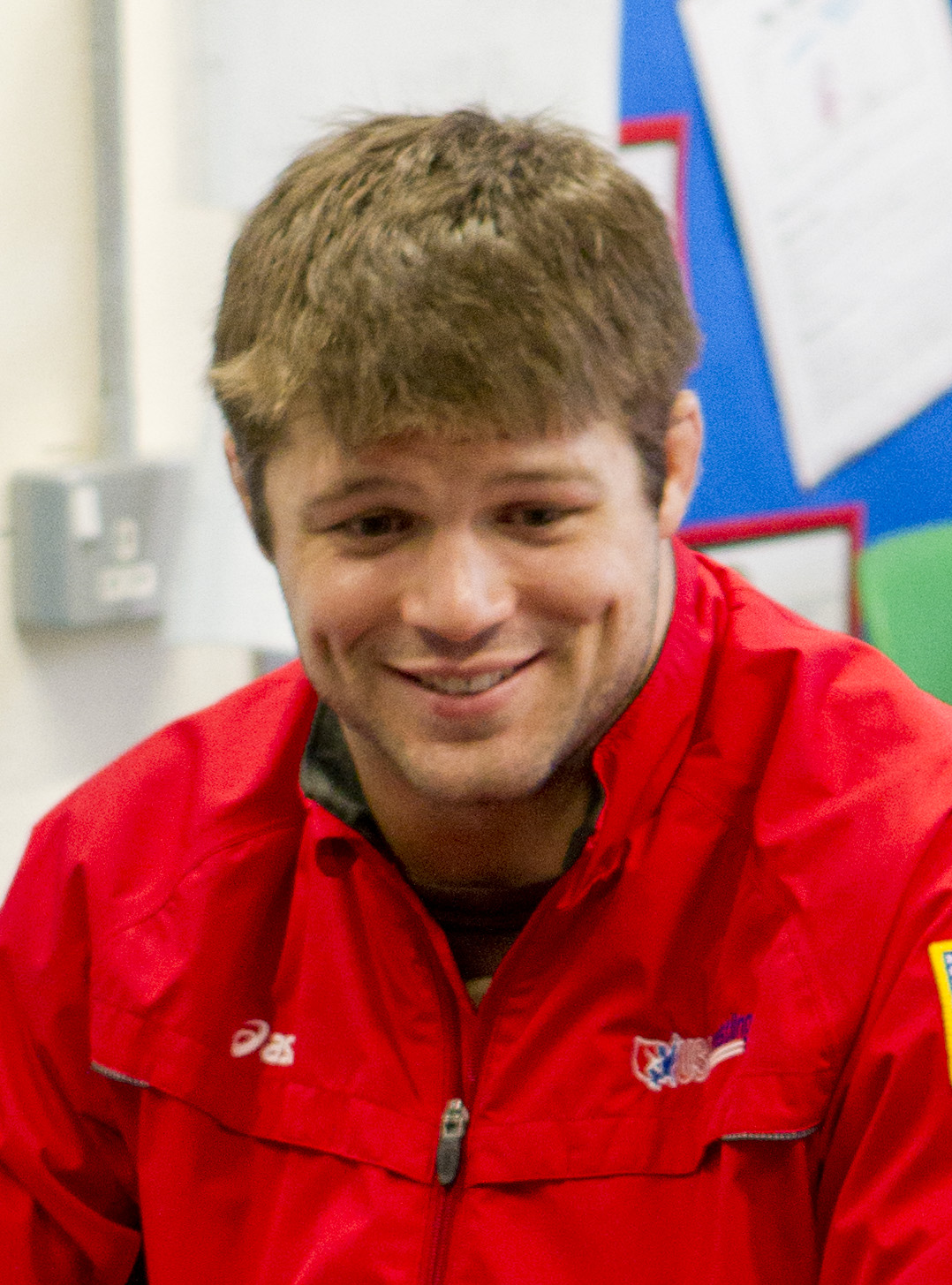
Jake Herbert

Jake Herbert (* 6. März 1985 in Pittsburgh, Pennsylvania) ist ein US-amerikanischer Ringer.

## Werdegang
Jake Herbert, eigentlich Jakob Herbert, der in Wexford (Pennsylvania) wohnt, begann an der North Allegheny High School mit dem Ringen. Er betätigte sich dabei noch in beiden Stilarten, griechisch-römischer und freier Stil. Seit seiner Collegezeit ringt er aber nur noch im freien Stil. Als High-School-Ringer wurde er insgesamt viermal Meister von Pennsylvania, je zweimal im freien und im griechisch-römischen Stil.
Seit 2005 besuchte Jake Herbert die Northwestern University in Evanston (Illinois). Er beteiligt sich seit diesem Jahr auch an den NCAA-Championships (US-Studentenmeisterschaft) und erzielte dabei hervorragende Ergebnisse. 2005 wurde er Dritter, 2006 Zweiter; 2007 und 2008 gewann er die Meisterschaft im Mittelgewicht. 2006 und 2007 wurde er zudem US-Studentenmeister der AAU.
Im Jahre 2008 stellte sich Jake Herbert dem US-amerikanischen Olympiateam im freien Stil als Trainingspartner zur Verfügung und verbrachte vor Peking einige Monate im Olympia-Trainingszentrum in Colorado Springs. Er gehört dem New York Athletic Club an. 2009 wurde Jake Herbert erstmals US-Meister im Mittelgewicht vor Eric Luedke.
Als Erfolge auf der internationalen Ringermatte hat er bisher jeweils einen dritten Platz bei den Universitäten-Weltmeisterschaften der Jahre 2006 in Ulan-Bator und 2008 in Thessaloniki zu verzeichnen. Jake Herbert gilt als große Hoffnung des US-Ringerverbandes für die Olympischen Spiele 2012.
Bereits im Jahre 2009 zeigte er, dass diese Hoffnungen berechtigt sind, denn er wurde in Herning/Dänemark Vize-Weltmeister im Mittelgewicht. Er gewann dort über David Bichinaschwili aus Deutschland, Scharif Scharifow, Aserbaidschan, Gökhan Yavaşer, Türkei u. Abdussalam Gadissow aus Russland, ehe er im Finale gegen Sajurbek Sochijew aus Usbekistan nach Punkten verlor (0:2 techn. Punkte u. 0:2 Runden).
Bei der Weltmeisterschaft 2010 in Moskau musste Jake Herbert einen Rückschlag hinnehmen, denn er verlor seinen ersten Kampf gegen Reineris Salas Perez aus Kuba. Da dieser im weiteren Turnierverlauf den Endkampf nicht erreichte, war für ihn nach dieser Niederlage schon Schluss. Er landete letztendlich auf dem 25. Platz.
2011 siegte Jake Herbert erneut bei der USA-Meisterschaft, unterlag aber bei den WM-Trials dem Olympiasieger von 2004 Cael Sanderson, der nach vielen Jahren als Trainer ein Comeback als Ringer unternahm. Er war deshalb bei der Weltmeisterschaft 2011 nicht am Start. Im Oktober dieses Jahres gewann er aber den Titel bei den Pan Amerikanischen Spielen in Guadalajara (Mexiko) vor Humberto Arencibia Martinez aus Kuba.

## Internationale Erfolge
| Jahr | Platz | Wettbewerb                                           | Gew.-Kl. | |
| 2006 | 3.    | Universitäten-WM in Ulan-Bator                       | Mittel   | hinter A. Isajew, Russland u. Yerlan Baidulaschow, Kasachstan, gemeinsam mit Wiktor Mucha, Ukraine, vor Roozbek Banihashemi, Kanada u. Tschagnaadordschiin Gandsorig, Mongolei           |
| 2007 | 2.    | Sunkist-Kids Open in Phoenix (Arizona)               | Mittel   | hinter Chris Pendleton, vor Andy Hrovat u. Benjamin Wissel, alle USA |
| 2007 | 1.    | Hargobind Cup in Surrey (Kanada)                     | Mittel   | vor B.J. Padden u. Lee Fullhart, bde. USA, sowie Danny Einhorn, Kanada |
| 2008 | 1.    | „Dave-Schultz“-Memorial in Colorado Springs          | Mittel   | vor David Bichinaschwili, Deutschland, Bryce Hasseman u. Clint Wattenberg, bde. USA |
| 2008 | 5.    | „Alexander-Medwed“-Turnier in Minsk                  | Mittel   | hinter Normak Nurmagomedow, Magomed Ibragimow, Aiguma Ibragimow u. Ansor Suadinowitsch Urischew, alle Russland                                                                           |
| 2008 | 3.    | Universitäten-WM in Thessaloniki                     | Mittel   | hinter Eldar Mansurow, Ukraine u. Muharrem Ersahin, Türkei, gemeinsam mit Naoki Mouma, Japan, vor Kurban Dalgatow, Russland u. Patrick Loës, Deutschland                                 |
| 2009 | 9.    | Golden-Grand-Prix in Baku                            | Mittel   | Sieger: Jamal Mirzaei, Iran vor Sajurbek Sochijew, Usbekistan |
| 2009 | 2.    | WM in Herning/Dänemark                               | Mittel   | mit Siegen über David Bichinaschwili, Deutschland, Scharif Scharifow, Aserbaidschan, Gökhan Yavaşer, Türkei u. Abdussalam Gadissow, Russland u. einer Niederlage gegen Sajurbek Sochijew |
| 2010 | 2.    | „Cerro Pelado International“ in Havanna              | Mittel   | hinter Reineris Salas Perez, Kuba, vor Raymond Jordan u. Travis Paulson, bde. USA |
| 2010 | 25.   | WM 2010 in Moskau                                    | Mittel   | nach einer Niederlage gegen Reineris Salas Perez |
| 2010 | 1.    | New-York-Athletic-Club Intern. Open                  | Mittel   | vor Keith Gavin, USA und Koloj Kortojew, Russland |
| 2011 | 5.    | Golden-Grand-Prix (Iwan-Yarigin-Mem.) in Krasnojarsk | Mittel   | hinter Ansor Urischew, Albert Saritow, Soslan Kzojew und Abdussalam Gadissow, alle Russland                                                                                              |
| 2011 | 10.   | Golden-Grand-Prix in Baku                            | Mittel   | nach einer Niederlage gegen Ibrahim Bolukbaschi, Türke (Sieger: Scharif Scharifow, Aserbaidschan vor Serdar Böke, Türkei)                                                                |
| 2011 | 1.    | Pan American Games in Guadalajara (Mexiko)           | Mittel   | vor Humberto Arencibia Martinez, Kuba, Jeff Adamson, Kanada und Jose Daniel Diaz Robertti, Venezuela                                                                                     |

## Erläuterungen
- alle Wettbewerbe im freien Stil
- WM = Weltmeisterschaft
- Mittelgewicht, Gewichtsklasse bis 84 kg Körpergewicht
- Trials = Ausscheidungsturnier

## Nationale Erfolge
| Jahr | Platz | Wettbewerb                       | Gew.-Kl. |                                                       |
| 2005 | 4.    | US-amerik. Studentenmeist. (AAU) | Welter   | hinter Tyler Nixt, Ben Askren u. Alex Clemsen         |
| 2005 | 1.    | US-amerik. Juniorenmeist.        | Mittel   | vor Jakob Varner u. Tyrell Todd                       |
| 2005 | 3.    | NCAA-Championships               | Welter   | hinter Chris Pendleton, Ben Askren u. vor Pete Friedl |
| 2006 | 1.    | US-amerik. Studentenmeist. (AAU) | Mittel   | vor Roger Kish u. Jake Varner                         |
| 2006 | 2.    | NCAA-Championships               | Welter   | hinter Ben Askren, vor Mark Perry                     |
| 2007 | 1.    | NCAA-Championships               | Mittel   | vor Jake Varner                                       |
| 2007 | 5.    | WM-Trials                        | Mittel   |                                                       |
| 2008 | 1.    | US-amerik. Studentenmeist. (AAU) | Mittel   | vor Dave Bartolino u. Raymond Jordan                  |
| 2008 | 1.    | NCAA-Championships               | Mittel   | vor Mike Pucillo                                      |
| 2008 | 1.    | USA-Meisterschaft                | Mittel   | vor Eric Luedke                                       |
| 2009 | 1.    | USA-Meisterschaft                | Mittel   | vor Eric Luedke, Bryce Hasseman und David Bertolino   |
| 2009 | 1.    | WM-Trials                        | Mittel   | vor Bryce Hasseman                                    |
| 2010 | 1.    | USA-Meisterschaft                | Mittel   | vor Bryce Hasseman, David Bertolino und Chris Perry   |
| 2010 | 1.    | WM-Trials                        | Mittel   | vor Keith Gavin und Raymond Jordan                    |
| 2011 | 1.    | USA-Meisterschaft                | Mittel   | vor Keith Gavin, Bryce Hasseman und Max Askren        |
| 2011 | 2.    | WM-Trials                        | Mittel   | hinter Cael Sanderson                                 |